# Louise Ochsé
Louise Ochsé, geboren als Louise Esther Maijer, (Vorst, 13 juni 1884 – Auschwitz-Birkenau, 5 augustus 1944) was een Belgisch beeldhouwer. Begin 20e eeuw verhuisde ze naar Frankrijk.

## Leven en werk
Louise Maijer (ook Mayer) werd geboren in een welgestelde Belgisch-Franse Joodse familie, als dochter van industrieel Lucien Maijer en Myriam Astruc. Van moederskant was ze een oomzegger van Gabriel Astruc, oprichter van het Théâtre des Champs-Élysées, en een kleindochter van Élie-Aristide Astruc, opperrabbijn van België. Ze volgde tekenlessen tot ze in aanraking kwam met Constantin Meunier, die haar de beginselen van de beeldhouwkunst leerde en haar adviseerde zich verre te houden van academisch onderwijs. Ochsé trok naar Parijs, waar ze reproducties kocht en musea bezocht en zichzelf verder in het beeldhouwen bekwaamde. Ze specialiseerde zich in het maken van bustes en kindfiguren. Ze stelde haar werk tentoon op de Salon de la Société Nationale des Beaux-Arts (1905-1914) in Parijs en op de Salon de La Libre Esthétique (1906-1914) in Brussel. De beeldhouwster trouwde in 1906 in Neuilly-sur-Seine met de Franse schrijver Julien Ochsé (1874-1936).
Eind 1911 had Louise Ochsé een duo-expositie met de schilder Paul Prudhomme bij de Galerie Boutet de Monvel. Volgens de recensent van L'Art et les artistes, benaderde haar werk de perfectie en waren er nog geen vier hedendaagse vrouwelijke beeldhouwers die haar werk zouden kunnen nabootsen: "Mais elle est à la fois impecable et gracieuse, féminine et virile, et près de la perfection à u point qui étonne. Il n'y a pas quatre femmes sculpteurs, aujourd'hui, qui pourraeient modeler son étude de mains, ou ces bustes d'enfants, ou cette admirable tête d'homme, solide, épanouie, sensuelle, prodigieusement vivante." Tijdens de Eerste Wereldoorlog experimenteerde Ochsé met het maken van gebruiksvoorwerpen van keramiek. In 1918 nam ze deel aan een door het Comité des Dames georganiseerde tentoonstelling in het Musée des Arts Décoratifs en in 1926 had ze een solotentoonstelling bij de Galerie Georges Petit in Parijs.
Na het overlijden van haar man hertrouwde ze in 1938 met diens jongere broer, de componist en kunstenaar Fernand Ochsé (1879-1944). Om aan vervolging van de nazis te ontkomen, vluchtten zij in 1940 naar het door Italië bezet gebied in Frankrijk. Ze werden in juli 1944 in Cannes door de Gestapo gearresteerd en gevangengezet in Nice, waarna ze werden overgebracht naar het kamp Drancy. Op 31 juli 1944 werd het echtpaar met het laatste transport vanuit Frankrijk gedeporteerd naar het vernietigingskamp Auschwitz-Birkenau, waar ze op 5 augustus 1944 werden omgebracht.
Louise Ochsé-Maijer werd 60 jaar.

## Enkele werken
- vermeld 1912: buste van kunstenaar Etienne Drian, een zwager van haar echtgenoten.
- 1913: buste van auteur Paul Adam, collectie Musée des Beaux-Arts d'Arras.[12]
- vermeld 1914: buste van auteur André du Fresnois.
- vermeld 1918: buste van dichter Henri de Régnier.
- 1920: masker van componist Claude Debussy. Er bestaan meerdere uitvoeringen van het masker, in brons, terracotta en zandsteen.[13]
- 1925: Le Challenge de Gramont, bronzen beeld van Icarus met een handboog, bedoeld als trofee voor piloten.
- ca. 1925: Le Challenge de Gramont, medaille voor piloten.[14]
- vermeld 1926: buste van zangeres Marie-Blanche de Polignac en een beeldje van haar zittend in een avondjurk.[15]
- vermeld 1926: buste van gravin van Gramont.[16]
- vermeld 1928: buste van operazangeres Ganna Walska.
- 1937: buste van componist Maurice Ravel, collectie Musée Maurice Ravel in Montfort-l'Amaury

## Fotogalerij

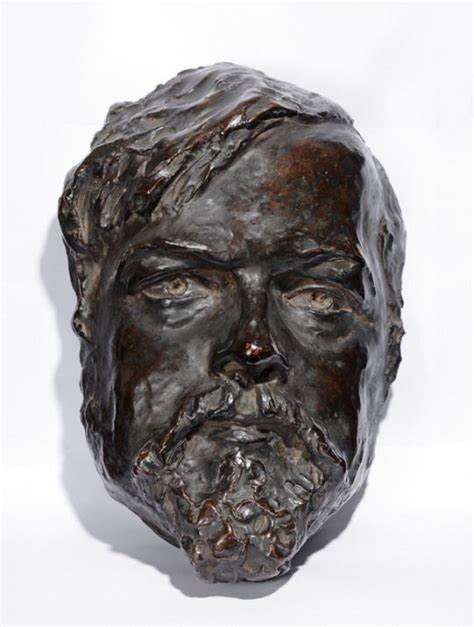
Claude Debussy (1920)
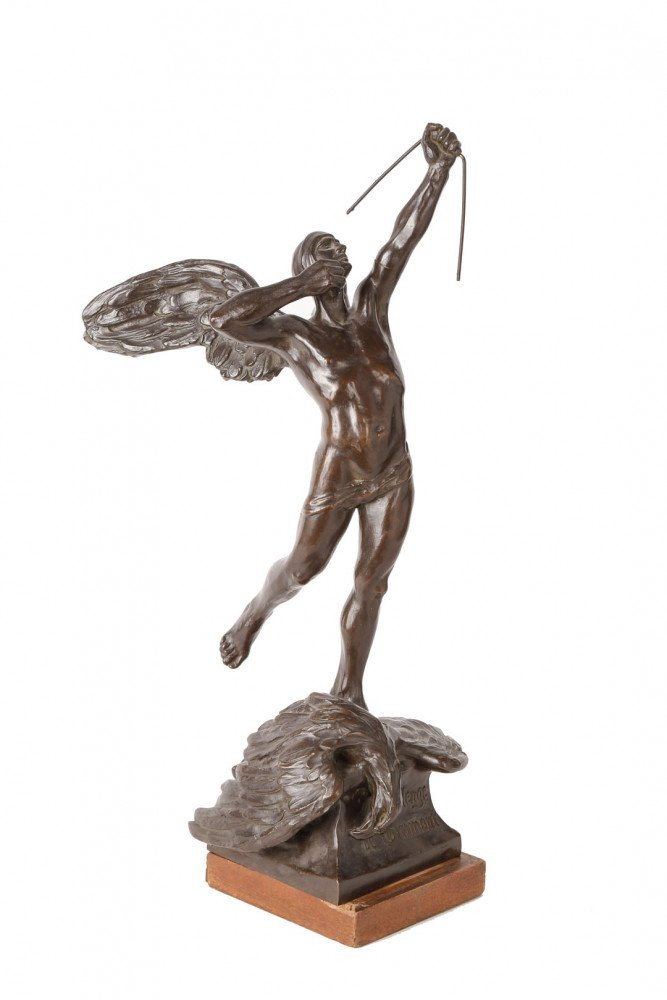
Le Challenge de Gramont (1925)
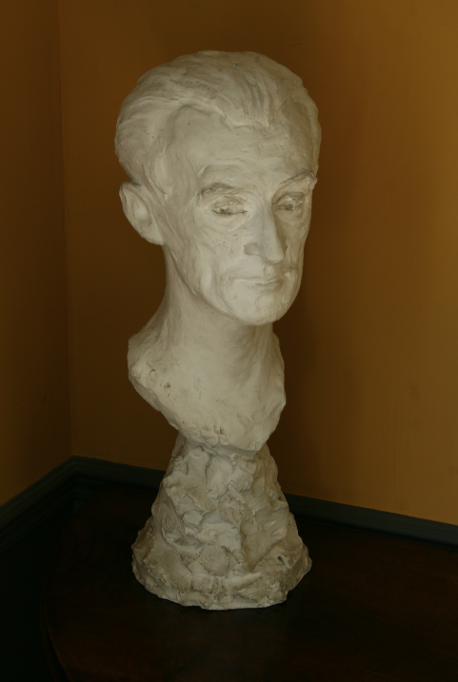
Maurice Ravel (1937)
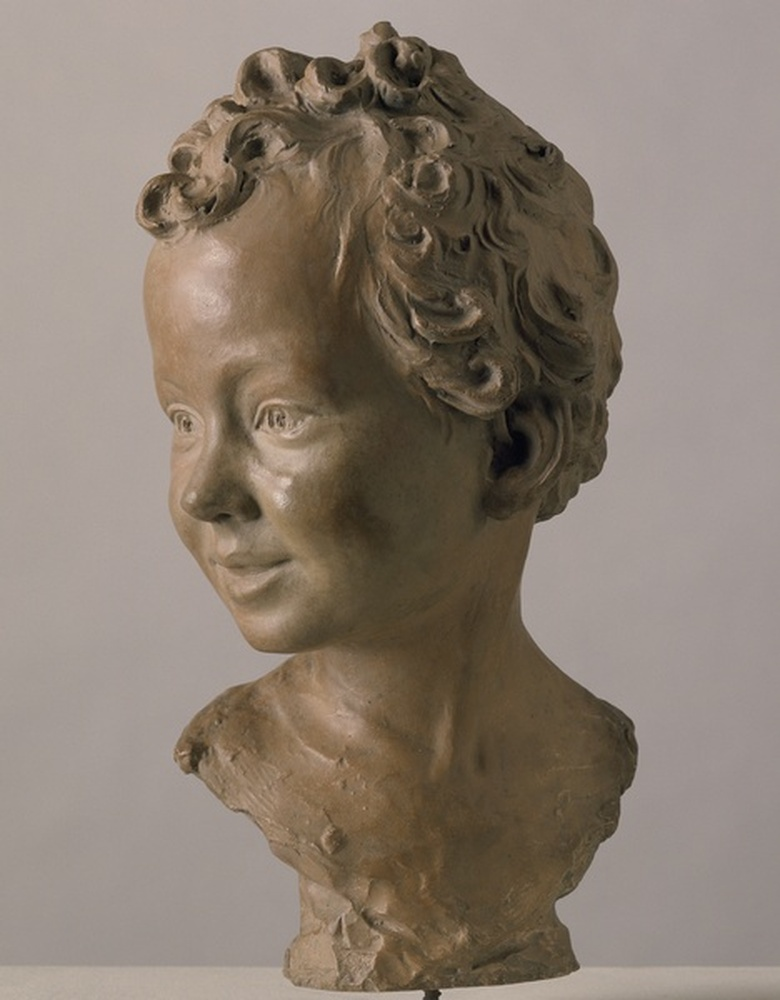
Tête d'enfant

- Bibliothèque nationale de France: cb14802925d (data)
- Virtual International Authority File: 22405722